# Jan Salvátor Toskánský
Jan Nepomuk Salvátor Toskánský (italsky: Giovanni Nepomuceno Maria Annunziata Giuseppe Giovanni Batista Ferdinando Baldassare Luigi Gonzaga Pietro Alessandrino Zanobi Antonino d'Asburgo-Lorena, německy: Johann Nepomuk Salvator Maria Joseph Johann Ferdinand Balthasar Ludwig Karl Zenobius Anton von Österreich-Toscana) (* 25. listopadu 1852, Florencie – asi 1890,? Mys Horn; roku 1911 prohlášen za mrtvého) byl členem toskánské linie habsbursko-lotrinské dynastie. Byl rakouským arcivévodou a princem, uherským, českým a toskánským princem. Poté, co se těchto titulů vzdal, byl známý jako Johann (Jan) Orth. Zmizel při plavbě se svou ženou v červenci 1890 a má se za to, že zemřel, když jeho loď narazila při bouři poblíž mysu Horn. Salvátor byl prohlášen za mrtvého v únoru 1911.

## Původ
Byl nejmladším potomkem toskánského velkovévody Leopolda II. a jeho druhé manželky Marie Antonie Neapolsko-Sicilské. Do roku 1859 žil s rodiči a sourozenci ve Florencii, kterou musel po vynuceném odchodu rodiny opustit. Poté žil chvíli v Čechách a od svých dvanácti let ve Vídni. Byl temperamentní, velmi učenlivý a svou matkou velmi milován.

## Vojenská kariéra
Již v roce 1865 zahájil svou vojenskou kariéru a stal se důstojníkem. Věnoval se vojenským inovacím a nebál se být kritický. V roce 1878 se Jan Nepomuk zúčastnil s nevolí okupace Bosny a Hercegoviny. Často byl pro svou výstřední a dobrodružnou povahu posílán na různé vojenské útvary. Sloužil ve Lvově, Temešváru, Krakově a v roce 1883 byl v Linci velitelem 3. pěší divize. Napsal několik kritických prací na téma armády a tím se dostal do sporu s vojenským vedením a také se svým poručníkem arcivévodou Albrechtem.

## Politika
Patřil k odpůrcům spojenectví Rakouska s Německem a podporoval spojenectví s Ruskem. V roce 1887 při bulharské krizi, podporoval uchazeče o tamní trůn, Ferdinanda Koburského, avšak doufal, že by se králem mohl stát on sám. Tím si proti sobě postavil císaře Františka Josefa I., který měl už dost jeho afér a aktivit, a byl nucený v roce 1887 skončit službu v armádě. Poté chtěl vstoupit do vojenských služeb v Bulharsku a Turecku, ale byl odmítnut.

## Zájmy
U Gmundenu nechal přestavět zámek Ort, který si roku 1879 koupil a podle kterého si později zvolil své jméno. Byl blízkým přítelem korunního prince Rudolfa, který v zámku často pobýval. Patřil mezi liberály a antiklerikály. Mezi jeho koníčky patřila hra na lesní roh. Rád hrál na klavír a citeru a maloval. Zajímal se o literaturu a pod pseudonymem zkomponoval několik valčíků a balet.

## Jan Orth
Bez císařova svolení opustil Rakousko-Uhersko a odjel do Švýcarska. Zde se v roce 1889 rozhodl, že vystoupí z habsburského domu a dále bude žít jako běžný občan. Vzdal se svých titulů i apanáže. Poté se oženil s bývalou baletkou, „Ludmilou Milly Stubelovou“, se kterou několik let před tím žil a rozhodl se cestovat. V Anglii si pořídil loď „Santa Margherita“ a najal posádku, se kterou se vydal nejprve do La Platy. Zde sám převzal velení lodi a vyplul s novou posádkou do Chile.
Jeho další osud není zcela znám. Jeho loď se zřejmě u mysu Hoorn, v důsledku prudkých bouří v noci z 20. na 21. června roku 1890 potopila. Jeho tělo se nikdy nenašlo a po 21. letech od této události byl prohlášen za mrtvého. V Berlíně byla poté v letech 1912–1913 jeho pozůstalost vydražena.

## Závěr života na Ohňové zemi
Václav Šolc v knize K Alakalufům na konec světa vypráví i příběh Jana Ortha v jižním Chile, kde prožil zbytek svého života. „Napřed se usadil na severním pobřeží Ohňové země, později se vydal na severozápad a po léta bloudil celkem bez cíle libovolně bludištěm kanálů a ostrovů. Stýkal se jen s Indiány, náhodnými hledači zlata či lovci. Prozkoumával jeden fjord za druhým a shromažďoval poznatky, zeměpisné i přírodopisné… Spal na kožešinách divokých lam guanak, podlahu (jeho ranče) kryly teplé a tuhé kožešiny jelínka huemula. Svítil si primitivní lampičkou, napájenou rozpuštěným tukem ulovené zvěře, a byl spokojen…. Žil po celá léta sám a sám, ale nechátral ani nepustl. Zachovával si bystrost ducha, touhu po vědění, smysl pro pořádek a čistotu a dokázal si v primitivním, drsném prostředí vytvořit takřka zdání určité elegance. Svědectví o tom podává náhodný francouzský poutník, který zavítal do jeho samoty. Očekával primitivního lovce, člověka, který ve společnosti psů a koní takřka zapomněl mluvit, a nalezl staršího pána, duchaplného a vtipného, skvělého hostitele…. Bavili se francouzsky, španělsky a německy a host nevěděl, kam svého hostitele zařadit. Daleko od lidí nalezl duchaplného poustevníka, citujícího brilantně klasiky evropské literatury a hovořícího zasvěceně o umění, i hlubokého znalce a milovníka přírody. V klíně hor mu bylo dopřáno strávit skoro dvacet let života, který si vysnil. Jan Orth, lovec a milovník přírody našel to, co marně hledal Jan Nepomuk Salvator von Habsburk, arcivévoda a princ, totiž štěstí a mír duše. Zemřel ve své samotě roku 1910."

## Vybraná díla
- Die österreichish-ungarische Monarchie in Wort und Bild, (Rakousko-Uherská monarchie slovem a obrazem)
- Betrachtungen über die Organisation der österreichischen Artillerie, (Úvahy o organizaci rakouského dělostřelectva), jako anonym
- Geschichte des k. k. Infanterie-Regimentes Ehrz. Wilhelm, Nr. 12, 2 sv., Wien 1877-1880
- Drill oder Erziehung, (Dril a výchova) Wien 1883
- Einblick in den Spiritismus, Linz 1884
- balet Die Assassinen, (Úkladní vrazi)
- valčík Gruss an Linz, napsané pod pseudonymem Johann Traunwart
- valčík Am Traunsee, napsané pod pseudonymem Johann Traunwart

## Vývod z předků
|                      |                                              |  |                      |                               |  |  |  |  |  |  |  | František I. Štěpán Lotrinský |
|                      |                                              |  |                      |                               |  |  |  |  |  |  |  |                               |
|                      | Leopold II.                                  |  |                      |                               |  |  |  |  |  |  |  |                               |
|                      |                                              |  |                      |                               |  |  |  |  |  |  |  |                               |
|                      |                                              |  |                      | Marie Terezie                 |  |  |  |  |  |  |  |                               |
|                      |                                              |  |                      |                               |  |  |  |  |  |  |  |                               |
|                      | Ferdinand III. Toskánský                     |  |                      |                               |  |  |  |  |  |  |  |                               |
|                      |                                              |  |                      |                               |  |  |  |  |  |  |  |                               |
|                      |                                              |  |                      | Karel III. Španělský          |  |  |  |  |  |  |  |                               |
|                      |                                              |  |                      |                               |  |  |  |  |  |  |  |                               |
|                      | Marie Ludovika Španělská                     |  |                      |                               |  |  |  |  |  |  |  |                               |
|                      |                                              |  |                      |                               |  |  |  |  |  |  |  |                               |
|                      |                                              |  |                      | Marie Amálie Saská            |  |  |  |  |  |  |  |                               |
|                      |                                              |  |                      |                               |  |  |  |  |  |  |  |                               |
|                      | Leopold II. Toskánský                        |  |                      |                               |  |  |  |  |  |  |  |                               |
|                      |                                              |  |                      |                               |  |  |  |  |  |  |  |                               |
|                      |                                              |  |                      | Karel III. Španělský          |  |  |  |  |  |  |  |                               |
|                      |                                              |  |                      |                               |  |  |  |  |  |  |  |                               |
|                      | Ferdinand I. Neapolsko-Sicilský              |  |                      |                               |  |  |  |  |  |  |  |                               |
|                      |                                              |  |                      |                               |  |  |  |  |  |  |  |                               |
|                      |                                              |  |                      | Marie Amálie Saská            |  |  |  |  |  |  |  |                               |
|                      |                                              |  |                      |                               |  |  |  |  |  |  |  |                               |
|                      | Luisa Marie Amélie Tereza Neapolsko-Sicilská |  |                      |                               |  |  |  |  |  |  |  |                               |
|                      |                                              |  |                      |                               |  |  |  |  |  |  |  |                               |
|                      |                                              |  |                      | František I. Štěpán Lotrinský |  |  |  |  |  |  |  |                               |
|                      |                                              |  |                      |                               |  |  |  |  |  |  |  |                               |
|                      | Marie Karolína Habsbursko-Lotrinská          |  |                      |                               |  |  |  |  |  |  |  |                               |
|                      |                                              |  |                      |                               |  |  |  |  |  |  |  |                               |
|                      |                                              |  |                      | Marie Terezie                 |  |  |  |  |  |  |  |                               |
|                      |                                              |  |                      |                               |  |  |  |  |  |  |  |                               |
| Jan Nepomuk Salvátor |                                              |  |                      |                               |  |  |  |  |  |  |  |                               |
|                      |                                              |  |                      |                               |  |  |  |  |  |  |  |                               |
|                      |                                              |  | Karel III. Španělský |                               |  |  |  |  |  |  |  |                               |
|                      |                                              |  |                      |                               |  |  |  |  |  |  |  |                               |
|                      | Ferdinand I. Neapolsko-Sicilský              |  |                      |                               |  |  |  |  |  |  |  |                               |
|                      |                                              |  |                      |                               |  |  |  |  |  |  |  |                               |
|                      |                                              |  |                      | Marie Amálie Saská            |  |  |  |  |  |  |  |                               |
|                      |                                              |  |                      |                               |  |  |  |  |  |  |  |                               |
|                      | František I. Neapolsko-Sicilský              |  |                      |                               |  |  |  |  |  |  |  |                               |
|                      |                                              |  |                      |                               |  |  |  |  |  |  |  |                               |
|                      |                                              |  |                      | František I. Štěpán Lotrinský |  |  |  |  |  |  |  |                               |
|                      |                                              |  |                      |                               |  |  |  |  |  |  |  |                               |
|                      | Marie Karolína Habsbursko-Lotrinská          |  |                      |                               |  |  |  |  |  |  |  |                               |
|                      |                                              |  |                      |                               |  |  |  |  |  |  |  |                               |
|                      |                                              |  |                      | Marie Terezie                 |  |  |  |  |  |  |  |                               |
|                      |                                              |  |                      |                               |  |  |  |  |  |  |  |                               |
|                      | Marie Antonie Neapolsko-Sicilská             |  |                      |                               |  |  |  |  |  |  |  |                               |
|                      |                                              |  |                      |                               |  |  |  |  |  |  |  |                               |
|                      |                                              |  |                      | Karel III. Španělský          |  |  |  |  |  |  |  |                               |
|                      |                                              |  |                      |                               |  |  |  |  |  |  |  |                               |
|                      | Karel IV. Španělský                          |  |                      |                               |  |  |  |  |  |  |  |                               |
|                      |                                              |  |                      |                               |  |  |  |  |  |  |  |                               |
|                      |                                              |  |                      | Marie Amálie Saská            |  |  |  |  |  |  |  |                               |
|                      |                                              |  |                      |                               |  |  |  |  |  |  |  |                               |
|                      | Marie Isabela Španělská                      |  |                      |                               |  |  |  |  |  |  |  |                               |
|                      |                                              |  |                      |                               |  |  |  |  |  |  |  |                               |
|                      |                                              |  |                      | Filip Parmský                 |  |  |  |  |  |  |  |                               |
|                      |                                              |  |                      |                               |  |  |  |  |  |  |  |                               |
|                      | Marie Luisa Parmská                          |  |                      |                               |  |  |  |  |  |  |  |                               |
|                      |                                              |  |                      |                               |  |  |  |  |  |  |  |                               |
|                      |                                              |  |                      | Luisa Alžběta Francouzská     |  |  |  |  |  |  |  |                               |
|                      |                                              |  |                      |                               |  |  |  |  |  |  |  |                               |